# Safaripark Beekse Bergen

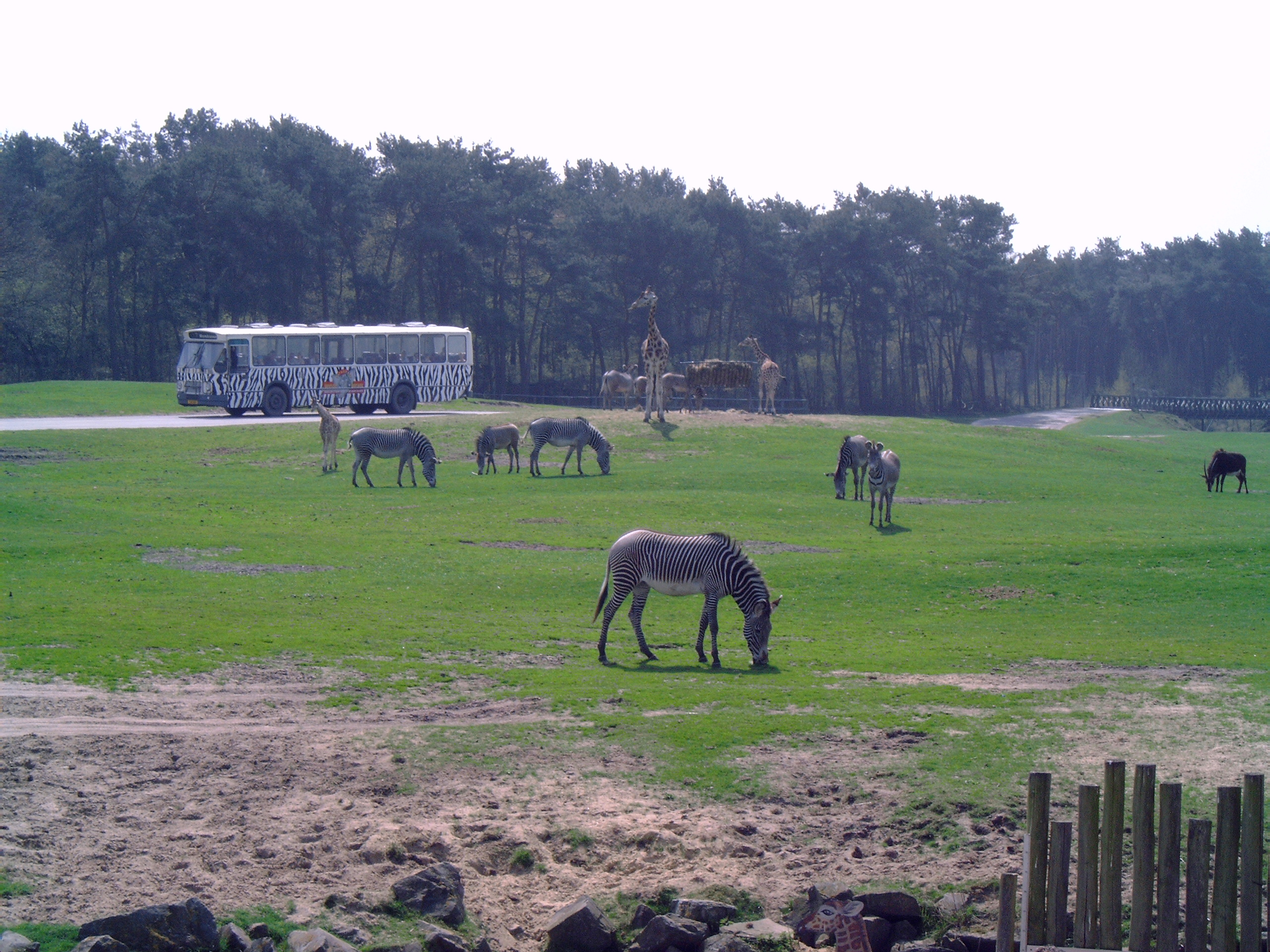
Sfeerimpressie safaripark Beekse Bergen

Safaripark Beekse Bergen is een dierenpark dat ligt tussen Tilburg en Hilvarenbeek in de gemeente Hilvarenbeek in de Nederlandse provincie Noord-Brabant. Het is qua oppervlakte het grootste dierenpark van de Benelux. Er worden ca. 100 diersoorten gehouden, variërend van kleine zoogdieren tot grote vogels. Op uitgestrekte open vlaktes bevinden zich zebra's, giraffen en struisvogels. Voorts zijn er leeuwen, neushoorns, olifanten en jachtluipaarden. In 2024 bezocht een recordaantal van meer dan 1,5 miljoen bezoekers het safaripark.

## Geschiedenis
Het park bevindt zich op een terrein dat is gelegen in de gemeente Hilvarenbeek, maar dat in 1924 en 1938 aangekocht is door de gemeente Tilburg voor de aanleg van vloeivelden respectievelijk een militair oefenterrein.
Beide betrokken gemeenten wilden begin jaren zestig gezamenlijk tot exploitatie van het terrein overgaan. In 1962 werd een 70 hectare grote waterplas gegraven. Het zand werd gebruikt voor de aanleg van het hoogspoor te Tilburg. In 1964 werd De Beekse Bergen geopend, aanvankelijk een betrekkelijk klein gebied.
In 1968 werd het "Leeuwenpark Beekse Bergen" geopend. Dit bestond uitsluitend uit een viertal afdelingen waarin men leeuwen vanuit de auto kon observeren. Het park trok veel bezoekers want zoiets hadden de mensen nog nooit gezien, leeuwen in semi-vrijheid. Het gevolg was dat er grote drukte ontstond in en buiten het park. De bezoekers brachten gemiddeld één tot anderhalf uur in het park door. Het idee van safariparken kent zijn ontstaansgeschiedenis in Engeland.
In 1970 breidde het park uit met een terrein voor jachtluipaarden, die in 1972 voor nakomelingen zorgden - een primeur voor Nederland. Tevens werd er in dat jaar een terrein aan het park toegevoegd waarin bavianen hun onderkomen kregen. Het 4 hectare grote bos werd al gauw omgevormd tot een kale vlakte.
In 1972 en 1974 kwamen de eerste grévyzebra's, waterbokken, elandantilopen, lama's, sabelantilopen, giraffen en een baby-olifant de bestaande groep dieren versterken. Het park "Leeuwenpark Beekse Bergen" kreeg de algemene naam "Safaripark Beekse Bergen".
In 1980 werd het wildpark aan het bestaande park toegevoegd waardoor de totale oppervlakte uitgroeide tot 120 hectare. In dit nieuwe gebied werden przewalskipaarden, edelherten, damherten, axisherten, Japanse sikaherten en moeflons uitgezet.
De wandelsafari werd in 1982 in gebruik genomen. Deze beperkte zich tot een klein gedeelte van het park. Het gaf de bezoekers de kans om hun benen eens te strekken en om kleinere diersoorten te observeren die te klein waren om in het park vrij rond te lopen. Op diverse eilandjes kon men ringstaartmaki's, doodshoofdaapjes en pinguïns zien. Tevens had men hier vanaf 1984 de gelegenheid roofvogels vrij te zien rondvliegen in een roofvogeldemonstratie.
In de jaren die hierop volgden kwam het bestaan van het Safaripark Beekse Bergen in gevaar. De gemeenten besloten de Beekse Bergen te sluiten of er een nieuwe eigenaar voor te zoeken. In 1985 werd de Stichting Vrienden Safaripark Beekse Bergen in leven geroepen, die zich ging inzetten voor het behoud van het park. Twee jaar later, in 1987, zijn er twee reuzenpanda's op bezoek geweest.
In datzelfde jaar ging het park over in privéhanden, waarna het park grote veranderingen onderging. Libéma werd de nieuwe eigenaar. Er werd eind jaren '80 al gestart met de aanleg van een waterpartij voor safariboten. De focus kwam daarnaast meer op de wandelsafari te liggen, welke in 1991 werd uitgebreid vanaf de voorzijde van het park met een wandeling richting Afrikaanse olifanten. Later, in 1996, werd de doorsteek naar de oorspronkelijke wandelsafari gemaakt en deden o.a. gevlekte hyena's hun intrede. In 2001 werd een doorloopgebied met resusapen vervangen door een Azië-wandelroute.
Begin 2007 zijn twee grote chimpanseeverblijven en een gorillaverblijf geopend. De chimpansees in deze verblijven zijn opgevangen vanuit een proefdiercentrum in Rijswijk, vanwege het verbod op mensapen als proefdier. In 2008 volgden nog twee groepen chimpansees.
Toen het park in 2008 veertig jaar bestond, werd aangekondigd dat nijlpaarden zouden worden toegevoegd aan de collectie. Lang werd het voormalige tijgerverblijf tegenover het Kongorestaurant als locatie aangehouden: de tijgers werden hiervoor verhuisd naar drie nieuwe verblijven die in 2012 geopend werden.
In 2013 werd de komst van nijlpaarden opnieuw uitgesteld vanwege de komst van twee okapi's. Deze binnen dierentuinen relatief zeldzame soort werd vrij onverwacht toegewezen aan het Safaripark, waarna vrijwel direct werd overgegaan tot de bouw. Na voltooiing van dit verblijf kwamen de nijlpaarden weer aan de orde. In de loop van seizoen 2013 werd de komst van nijlpaarden én krokodillen bevestigd. De locatie werd wederom het oude tijgerverblijf: hierop werd voor de groep leeuwen die daar inmiddels was gehuisvest begonnen met de aanleg van een nieuw leeuwenverblijf vooraan in het park, dat in december 2013 in gebruik werd genomen. Vervolgens werd er begonnen met de bouw van het nijlpaarden-/ krokodillenverblijf. De nijlpaarden en krokodillen zijn uiteindelijk in april 2014 aangekomen.
In 2016 werd begonnen aan een nieuwe inrichting van de autosafari; door grootschalige verhuizingen en het vernieuwen van twee gebieden werd getracht een completer beeld van Afrika te scheppen en de zichtbaarheid van dieren te vergroten. In 2017 werden de gebieden geopend, evenals een nieuw verblijf voor Kaapse buffels en een baai voor Californische zeeleeuwen. Deze kregen toegang tot de gehele watersafari, direct een van de grootste zeeleeuwenverblijven in Europa.

### 50-jarig jubileum
In 2018 bestond Safaripark Beekse Bergen 50 jaar. Onder andere het in 2008 aangekondigde Safari Resort werd geopend. Onder andere zwarte neushoorns werden toegevoegd aan de collectie. In het Safaripark werd het entreegebied onder handen genomen om de verwachte toestroom van bezoekers beter te verwerken en het Afrikaanse karakter te versterken. Daarnaast werd 'Edge of Africa' geopend, een doorloopgebied met o.a. maki's en pinguïns. Ook verscheen er een jubileumboek.

### Incidenten
De autosafari is veelbesproken, voornamelijk omdat sommige bezoekers zich niet houden aan de regels die het park heeft opgesteld. Het is niet toegestaan de dieren te voeren: om te voorkomen dat deze ziek worden of overlijden. Daarnaast mag men niet uitstappen. Bij autopech tijdens de safari dient men daarom te claxonneren en in de auto te wachten op hulp. Beide regels worden echter met enige regelmaat overtreden. Ondanks dat enkele diersoorten afgeschermd zijn door hekwerken, werd in maart 2012 een tienjarige jongen gebeten door een van de jachtluipaarden. In mei 2018 was er een soortgelijk incident, toen een Frans gezin bijna het slachtoffer werd van een aanval door de jachtluipaarden, nadat het tegen de voorschriften in uit de auto was gestapt.  In januari 2025 besloot het safaripark daarom om de route van de autosafari te gaan veranderen. Deze verandering betekent dat de autosafari niet meer door het jachtluipaardenverblijf zal gaan.
Op 16 juni 2021 werd het hoofdgebouw van het vakantiepark Beekse Bergen, nadat er een gaslek was ontstaan, door brand volledig verwoest. De vervangende nieuwbouw werd in juni 2022 geopend.

### Light Safari
In de wintermaanden vindt sinds het winterseizoen 2023/2024 in de avond, na de reguliere sluitingstijd het evenement Light Safari plaats. Langs de paden van de Wandelsafari staan gedurende deze periode ruim 5000 verlichte kunstwerken. Het evenement heeft elke winter een ander thema. Voor het evenement dienen aparte tickets te worden gekocht. Mensen die tijdens het evenement overnachten bij Beekse Bergen krijgen wel gratis toegang. Hiervoor ontvangen zij bij hun boeking een speciaal ticket waarmee ze onbeperkt toegang krijgen tot het evenement.

## Dieren
Het park huisvest anno 2025 de volgende diersoorten:

### Zoogdieren

#### Evenhoevigen
- Addax
- Axishert
- Banteng
- Blauwe gnoe
- Blesbok
- Bosbuffel
- Dromedaris
- Edelhert
- Elandantilope
- Gemsbok
- Heckrund

- Indische antilope
- Jak
- Kaapse buffel
- Kameel
- Kirks dikdik
- Kropgazelle
- Nijlantilope
- Nijlpaard
- Okapi
- Nyala

- Paterdavidshert
- Rothschildgiraffe
- Schotse hooglander
- Sikahert
- Sitatoenga
- Springbok
- Waterbok
- Watusirund
- Zeboe
- Zwarte paardantilope

#### Roofdieren
- Afrikaanse leeuw
- Afrikaanse wilde hond
- Cheeta
- Gevlekte hyena
- Grootoorvos
- Kleinklauwotter
- Lippenbeer
- Perzische panter
- Rode panda
- Siberische tijger
- Stokstaartje
- Zebramangoeste

#### Primaten
- Brazzameerkat
- Chimpansee
- Colobusaap
- Kuifmangabey
- l'Hoëstmeerkat
- Mantelbaviaan
- Ringstaartmaki
- Rode vari
- Westelijke laaglandgorilla
- Withandgibbon

#### Onevenhoevigen
- Grévyzebra
- Przewalskipaard
- Steppezebra
- Witte neushoorn
- Zwarte neushoorn

#### Slurfdieren
- Afrikaanse savanneolifant

### Vogels
- Aasgier
- Afrikaanse lepelaar
- Afrikaanse nimmerzat
- Afrikaanse oehoe
- Amerikaanse zeearend
- Amethistspreeuw
- Driekleurige glansspreeuw
- Grijze kroonkraanvogel
- Grote textorwever
- Guineaduif
- Hadada-ibis

- Heilige ibis
- Hop
- Kaapse griel
- Kapgier
- Koereiger
- Kroeskopparelhoen
- Maraboe
- Noordelijke hoornraaf
- Roodbekwever
- Roodkuiftoerako

- Roze flamingo
- Roze pelikaan
- Rüppells gier
- Secretarisvogel
- Steppearend
- Struisvogel
- Vale gier
- Violette toerako
- Zwarte wouw
- Zwartvoetpinguïn

### Reptielen
- Nijlkrokodil

## Fokprogramma's
Als lid van EAZA werkt Safaripark Beekse Bergen onder meer mee aan gezamenlijke Europese managementprogramma's voor bedreigde diersoorten (EEP = European Endangered Species Programmes), Europese stamboeken (ESB = European Studbooks) en managementprogramma's voor een complete groep van verwante diersoorten (TAG = Taxon Advisory Group).
De bedreigde diersoorten (EEP) in de collectie van het Safaripark zijn: rode vari, Afrikaanse wilde hond, jachtluipaard, Afrikaanse olifant, breedlipneushoorn, grévyzebra, rothschildgiraffe, okapi, zwartvoetpinguïn, witwanggibbon, rode panda, Siberische tijger, przewalskipaard, Mesopotamisch damhert, Vietnamees sikahert en Chileense flamingo. Voor het jachtluipaard (de zuidelijke ondersoort) en de witte neushoorn coördineert en beheert Safaripark Beekse Bergen de EEP-stamboeken. Naast EEP werkt het park mee aan European Studbooks (ESB). Dit zijn dieren die in de gaten worden gehouden en kans maken om later EEP te worden. Safari Beekse Bergen participeert in ESB's voor: gevlekte hyena, wrattenzwijn, sitatoenga, sabelantilope, ringstaartmaki, blesbok, withandgibbon, Maleise beer en doodshoofdaap.
Weer een stap verder in beheer van de gezamenlijke wilde dierenpopulaties in dierentuinen is TAG, Taxon Advisory Group. Daarin zijn EEP-coördinatoren en ESB-keepers van verschillende soorten een taxon (familiegroep) verzameld tezamen met wetenschappers. Zij beheren geen diersoort maar een familiegroep, zoals bijvoorbeeld de hondachtigen. Zij kijken onder meer naar welke soorten er in de dierentuinen verblijven en of de verhouding in beschikbare ruimte wel goed is. De TAG kan advies brengen uitbrengen om geleidelijk aan meer wolvenverblijven voor Afrikaans wilde honden ter beschikking te stellen. Safaripark Beekse Bergen werkt mee in groepsmanagementprogramma's voor: pinguïns, ooievaar en maraboes, roofvogels, kraanvogels, papegaaien, buideldieren, primaten, kleine zoogdieren (stokstaartjes), katachtigen, neushoorns, paardachtigen, herten, antilopen en geiten.